# Gianluca Arrighi
Pour les articles homonymes, voir Arrighi.
Gianluca Arrighi, né le 3 octobre 1972 à Rome, est un écrivain italien, auteur de plusieurs romans policiers.

## Biographie
Criminaliste, après l'obtention d'un diplôme de maîtrise en droit pénal, et son inscription au Barreau des Avocats, il se lance dans l’écriture de roman, avec Crimina romana, roman adopté comme, livre de textes et d’éducation à la légalité, dans diverses écoles romaines,.
Le Président de la Province de Rome, Nicola Zingaretti, menant sa bataille contre le phénomène croissant de la délinquance des jeunes, organise dans les universités différentes conférences sur la justice où il invite Arrighi à rencontrer des centaines d’étudiants pour qu'il réponde à leurs questions sur les crimes et les délits.
Entre 2010 et 2011, Arrighi écrit une série de romans noirs pour diverses revues et des quotidiens nationaux,,.
En février 2012, il publie son second roman, Vincolo di sangue,,sur l’affaire judiciaire de Rosalia Quartararo, accusée de la mort de son fils, en Italie, au cours de l’été 1993, et qui bouleversa l’opinion publique. En fait, Rosalia Quartararo s’inscrit dans les traités de criminologie parmi les assassins les plus impitoyables.
En 2012, Mediaset, un groupe de médias italiens présent dans le secteur télévisuel, considère Gianluca Arrighi parmi les meilleurs écrivains de la criminalité de l'Italie.
En mars 2014 sort son troisième roman, L’inganno della memoria,, ou Arrighi donne vie au personnage littéraire d’Elia Preziosi, énigmatique et inconstant magistrat, du Parquet de la République de Rome.
L’Inganno della memoria est le thriller Italien, se référant à la loi, le plus vendu en 2014,.
En mars 2015, une année après la publication de L’inganno della memoria, Arrighi subit harcèlements, persécutions et intimidations de la part d’un stalker qui sera finalement identifié par la police et condamné par le tribunal de Rome. Au cours des investigations, l’homme, aspirant à devenir écrivain, confesse avoir persécuté Arrighi parce qu’il enviait son succès.
En avril 2017 sort son deuxième roman mettant en vedette Elia Preziosi, Il confine dell'ombra.
Les récits et les romans d’Arrighi évoluent toujours dans l’environnement de Rome. Gianluca Arrighi est considéré comme un maître du suspense.
En février 2018 sort son premiere roman mettant en vedette le capitaine Jader Leoni, Oltre ogni verità,,.
En mai 2019 sort son troisième roman mettant en vedette Elia Preziosi, A un passo dalla follia,,.
Entre 2020 et 2021, il publie les romans Intrigo in Costa Verde et Sulle orme del brivido ; le 17 juin 2022 sort le thriller La casa sul fiume, pour lequel les droits de réalisation d'un film ont été vendus,.
Du roman d'Arrighi L'inganno della memoria, un roman graphique a été réalisé en 2023 avec les enquêtes du personnage littéraire Elia Preziosi .
Il est le fondateur et président de «Priya», l'association qui lutte contre toutes les formes de violences de genre et propose une assistance juridique aux victimes de ces horribles crimes,.

## Œuvre

### Romans policiers
- Crimina romana, Rome, Gaffi, 2009  (ISBN 978-88-6165-049-7)
- Vincolo di sangue, Milan, Baldini Castoldi Dalai Editore, 2012  (ISBN 978-88-6620-367-4)
- L'inganno della memoria, Milan, Anordest, 2014  (ISBN 978-88-98651-18-4)
- Il confine dell'ombra, Naples, CentoAutori, 2017  (ISBN 978-88-68721-16-9)
- Oltre ogni verità, Naples, CentoAutori, 2018  (ISBN 9788868721527)
- A un passo dalla follia, Naples, CentoAutori, 2019  (ISBN 9788868721961)
- Intrigo in Costa Verde, Naples, CentoAutori, 2020  (ISBN 978-8868722388)
- Sulle orme del brivido, Naples, MEA, 2021  (ISBN 979-1280301154)
- La casa sul fiume, Naples, MEA, 2022  (ISBN 979-1280301260)

### Autres romans, récits et nouvelles
- La malga, 2010
- Lo scassinatore, 2010
- Il vestito rosso, 2010
- Una morte e una calibro 38. La morte arriva in autunno, 2010
- Correvo disperata per sfuggire alla madre di tutte le paure, 2010
- Roxanne, 2011
- La vicina di casa, 2011
- Il desiderio di Letizia, 2011
- Un brusco risveglio, 2011
- La linea di confine, 2011